# Броди-Малі (Люблінське воєводство)
Броди-Малі (пол. Brody Małe) — село в Польщі, у гміні Щебрешин Замойського повіту Люблінського воєводства.
Населення — 606 осіб (2011).
У 1975-1998 роках село належало до Замойського воєводства.

## Демографія
Демографічна структура станом на 31 березня 2011 року:
|          | Загалом | Допрацездатний вік | Працездатний вік | Постпрацездатний вік |
| -------- | ------- | ------------------ | ---------------- | -------------------- |
| Чоловіки | 301     | 63                 | 211              | 27                   |
| Жінки    | 305     | 53                 | 182              | 70                   |
| Разом    | 606     | 116                | 393              | 97                   |